# Scafismo
Lo scafismo, noto anche come le barche, o erroneamente come cifonismo,  è un presunto antico metodo di pena di morte dell'antica Persia. La parola deriva dal greco σκάφη skáphe, che significa "qualsiasi cosa scavata (o svuotata)". Consisteva nell'intrappolare la vittima tra due barche, nutrirla e coprirla con latte e miele, e attendere che marcisse e fosse divorata da insetti e altri parassiti. 
La pratica è considerata un'invenzione puramente letteraria della letteratura greca antica in quanto non è mai stata attestata nell'antica Persia (principalmente nell'Impero achemenide). La fonte principale è La vita di Artaserse di Plutarco, nella quale attribuisce la storia a Ctesia, una fonte notoriamente sospetta.

## Descrizioni storiche
La prima menzione dello scafismo è la descrizione di Plutarco dell'esecuzione di Mitridate: 
(Plutarco Vita di Artaserse II)
Il cronista bizantino del XII secolo, Giovanni Zonara, descrisse in seguito la punizione, basandosi su Plutarco: 
(Zonara Annali)

## Nella fiction
- In The Winter's Tale di William Shakespeare, il malfattore Autolico dice falsamente al pastore e al figlio che poiché Perdita si è innamorata del principe, il suo padre adottivo verrà lapidato, mentre il fratello adottivo sarà sottoposto alla seguente punizione: "Egli ha un figlio, - che sarà scorticato vivo; poi "addolcito con miele, posto sulla testa in un nido di vespe; poi tenuto in piedi fino a quando non sarà morto per tre quarti e poi guarito di nuovo con acquavite o qualche altro infuso caldo; poi, così com'è, e nel giorno più caldo sarà posto contro un muro di mattoni, il sole splenderà su di lui, mentre le mosche lo porteranno a morte".
- In The Ancient Allan di H. Rider Haggard il protagonista Allan Quatermain ha una visione di una delle sue vite passate, in cui era un grande cacciatore egiziano di nome Shabaka. Un tempo era stato condannato a "morte sulla barca" dal "Re dei re" a causa di una scommessa di caccia. Quando Shabaka chiede cosa gli succederà, un eunuco gli risponde: "Questo, o egiziano uccisore di leoni. Sarai adagiato su un letto in una piccola barca sul fiume e un'altra barca sarà posta sopra di te, perché queste barche sono chiamate gemelle, egiziane, in modo tale che la tua testa e le tue mani sporgeranno da un'estremità e i tuoi piedi dall'altra. Là sarai lasciato, comodo come un bambino nella sua culla, e due volte al giorno ti verrà portato il meglio del cibo e delle bevande. Se il tuo appetito dovesse venir meno, inoltre, sarà mio dovere rianimarlo pungendoti gli occhi con la punta di un coltello finché non ritorni. Inoltre, dopo ogni pasto, ti laverò la faccia, le mani e i piedi con latte e miele, affinché le mosche che ronzano intorno a te non soffrano la fame e per preservare la tua pelle dal bruciore del sole. Così lentamente ti indebolirai e alla fine ti addormenterai. L'ultimo che salì sulla barca - lui, uomo sfortunato, era entrato per sbaglio nel cortile della Casa delle donne e vide alcune delle signore presenti senza veli - visse solo dodici giorni, ma tu, essendo così forte, puoi sperare di durare diciotto."[5]
- Nell'episodio "The Belicose Proxy" di The Venture Bros. viene descritta una variante di questa tortura con vasche al posto delle barche.
- In Instinct, stagione 2 episodio 5 "Ancient History", viene mostrata una vittima di questa tortura.
- Nell'episodio Milk and Honey della quarta stagione di Your Pretty Face is Going to Hell questa tortura (e un demone nella vendita delle barche usate) è prominente.
- Ne "Il Vangelo secondo Blindboy" lo scafismo è presente in un racconto con lo stesso nome.